# Цанков, Васил

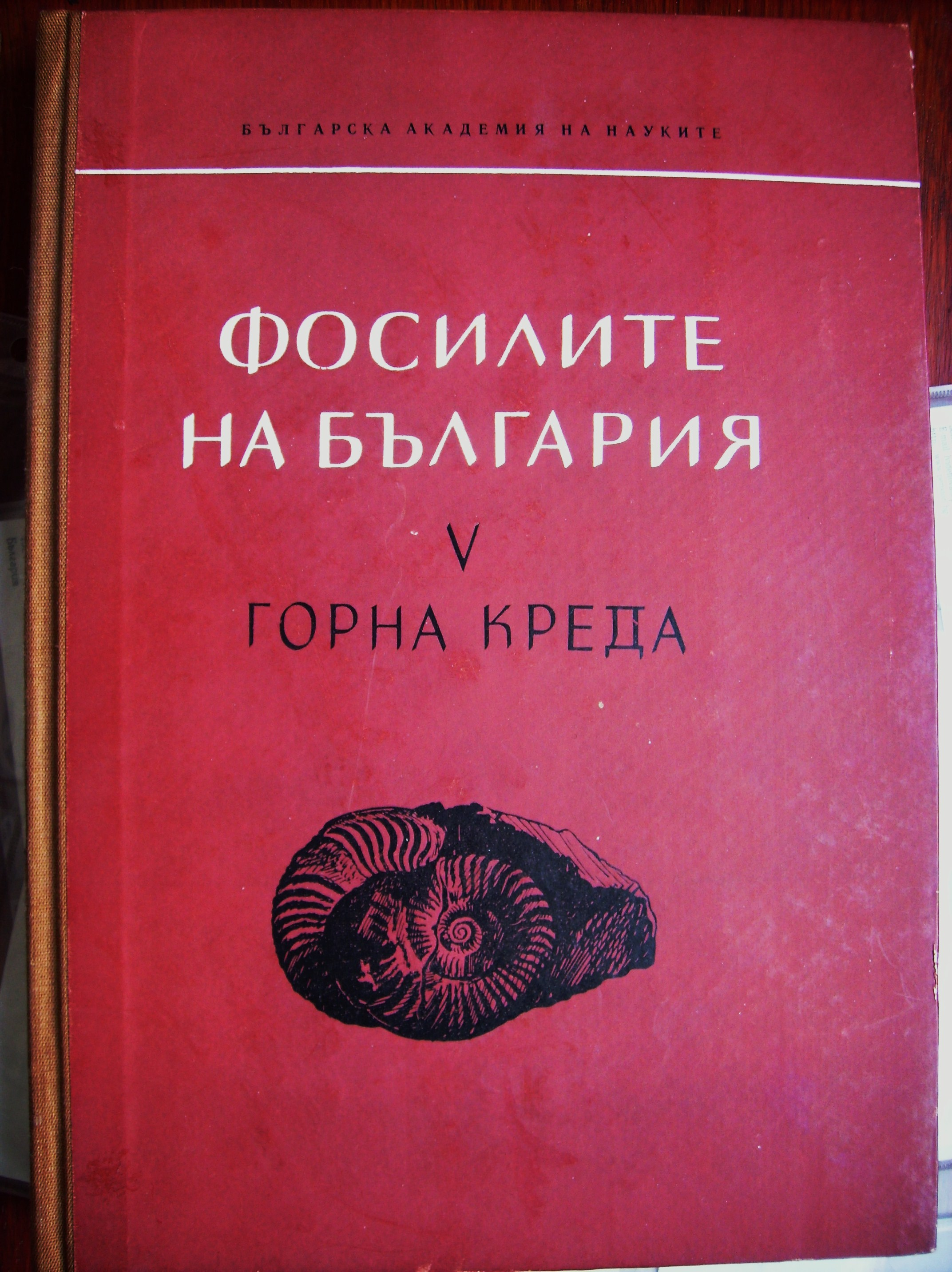
«Ископаемые Болгарии» (Фосилите на България), том пятый

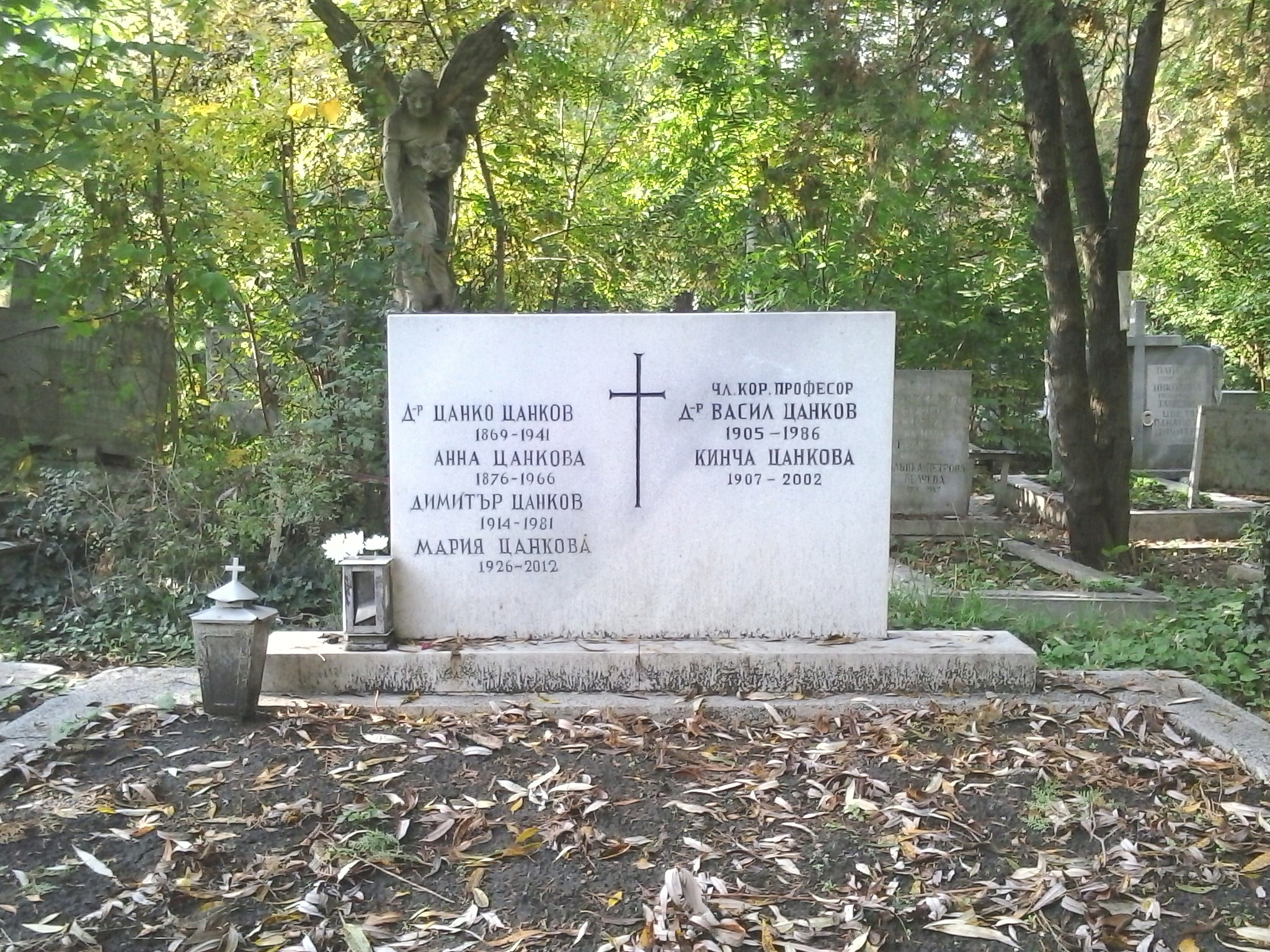
Могила Васила Цанкова на Софийском центральном кладбище

Васил Цанков Цанков (болг. Васил Цанков Цанков; 15 апреля 1905, Горна-Оряховица — 25 августа 1986, София) — болгарский геолог-палеонтолог, многолетний руководитель кафедры палеонтологии Софийского университета.

## Биография
Сын врача-ветеринара. Окончил Софийский университет по специальности «геология». 27 октября 1929 защитил первую докторскую диссертацию в Софийском университете по естественным наукам, став первым геологом, защитившим подобную диссертацию. Изучал палеонтологию в Вене (1936), Париже (1938—1939) и Берлине (1941). В начале 1939 года назначен начальником отдела геологии при Министерстве торговли Болгарии, с 1941 года руководил отделением геологических исследований в дирекции природных богатств, которая впервые стала применять микропалеонтологические методы в своих исследованиях. В конце 1944 года вернулся на работу в Софийский университет, в 1967 году избран членом-корреспондентом Болгарской АН. В 1955—1956 годах — заместитель директора Научно-исследовательского геологического института при Управлении по горно-геологическим исследованиям.
Цанков является автором ряда научных работ о стратиграфии и палеонтологии мелового периода. Основатель и главный редактор многотомного издания «Ископаемые Болгарии» (болг. Фосилите на България), создатель современной экспозиции Музея палеонтологии и исторической геологии при Софийском университете.

## Избранная библиография
- Палеонтология, Наука и изкуство, София: 1969
- Стратиграфия на България (редакция с Хр. Спасов), Наука и изкуство, София, 1968
- Фосилите на България (обща редакция), Издателство на БАН, София, 1965